# منجم قريه
منجم قريه هو منجم كبير يقع في الجزء الغربي من المملكة العربية السعودية في منطقة تبوك. يعد المنجم واحدا من أكبر المناجم التي تحوي احتياطيات التنتالوم في السعودية مع احتياطيات تقدر ب 385 مليون طن من خام الدرجات 0.025٪ التنتالوم.